# Matti Mattsson
Matti Mattsson (Pori, 5 de octubre de 1993) es un deportista finlandés que compite en natación, especialista en el estilo braza.
Participó en tres Juegos Olímpicos de Verano, entre los años 2012 y 2020, obteniendo una medalla de bronce en Tokio 2020, en la prueba de 200 m braza.
Ganó una medalla de plata en el Campeonato Europeo de Natación de 2022 y una medalla de bronce en el Campeonato Mundial de Natación de 2013.

## Palmarés internacional
| Juegos Olímpicos   | Juegos Olímpicos   | Juegos Olímpicos  | Juegos Olímpicos |
| Año                | Lugar              | Medalla           | Prueba           |
| ------------------ | ------------------ | ----------------- | ---------------- |
| 2020               | Tokio (Japón)      | Medalla de bronce | 200 m braza      |
| Campeonato Europeo |                    |                   |                  |
| Año                | Lugar              | Medalla           | Prueba           |
| 2022               | Roma (Italia)      | Medalla de plata  | 200 m braza      |
| Campeonato Mundial |                    |                   |                  |
| Año                | Lugar              | Medalla           | Prueba           |
| 2013               | Barcelona (España) | Medalla de bronce | 200 m braza      |